# Aleksandr Jachontow
Aleksandr Aleksandrowicz Jachontow (ros. Александр Александрович Яхонтов, ur. 20 grudnia 1879 w Moskwie, zm. 17 listopada 1973 tamże) – rosyjski pedagog i entomolog, specjalizujący się w lepidopterologii.
W 1904 roku ukończył studia na Wydziale Fizyki i Matematyki Uniwersytetu Moskiewskiego. Tego samego roku ukazała się jego pierwsza, poświęcona motylom dziennym książka Matieriały po faunie Lepidoptera-Rhopalocera Władimirskoj i Niżegorodskoj gubiernij (Материалы по фауне Lepidoptera-Rhopalocera Владимирской и Нижегородской губерний). Jeszcze 1904 zatrudniony został jako nauczyciel historii naturalnej w liceum. W latach 1920–1929 oprócz nauczania w szkołach średnich pracował w Instytucie Metod Pracy Szkolnej. Od 1919 do 1925 roku zatrudniony był ponadto w Ludowym Komisariacie Oświaty Rosyjskiej FSRR. Od 1932 do 1948 roku prowadził wykłady z metodologii nauk przyrodniczych w Moskiewskim Państwowym Instytucie Pedagogicznym. W latach 1944–1960 zatrudniony był w Akademii Pedagogiczeskich Nauk FSRR.
Jachontow jest autorem ponad 30 publikacji naukowych, poświęconych głównie motylom. Pisał ponadto podręczniki, pomoce nauczycielskie, przewodniki metodyczne, książki popularnonaukowe. Jest m.in. autorem Mir żywotnych (Мир животных), pierwszego radzieckiego podręcznika zoologii.